# Hettingen
Hettingen (pronunciación en alemán: /ˈhɛtɪŋən/ⓘ) es una ciudad alemana perteneciente al distrito de Sigmaringa, en el estado federado de Baden-Wurtemberg. Está ubicada en el valle del río Lauchert, un afluente izquierdo del Danubio, entre Stuttgart (80 km) y el lago de Constanza (60 km).